# Sljeme radio-TV-torn
Sljeme radio-TV-torn (kroatiska: Radiotelevizijski toranj Sljeme) eller förkortat Sljeme TV-torn (TV toranj Sljeme), i folkmun även kallat Zagrebs TV-torn, är en radio- och tv-mast belägen på Sljeme (berget Medvednicas högsta topp) norr om Zagreb i Kroatien. Den 170 meter höga TV-masten uppfördes åren 1971–1976 och ägs av OiV och T-HT. Sljeme radio-TV-torn är den centrala masten för TV- och radiosändningar i Kroatien. Det tjänar främst Zagreb med omnejd och är ett av huvudstadens landmärken. 

## Historik
I början av det kroatiska självständighetskriget angreps TV-toret upprepade gånger av det jugoslaviska flygvapnet. Syftet för angreppen var att stoppa eller störa TV- och radiosändningar i Kroatien som då sökte självständighet från Jugoslavien. Den 16 september 1991 avfyrade det jugoslaviska flygvapnet sex raketer mot masten. Raketerna missade dock sitt mål och exploderade drygt 30 meter från masten. Den 4 oktober samma år angreps masten ånyo av flygvapnet. Vid det angreppet skadades tornet svårt med följd att radio- och TV-sändningar avbröts tillfälligt.